# Stenoterommata luederwaldti
Espèce
Synonymes
- Hermachura luederwaldti Mello-Leitão, 1923

Stenoterommata luederwaldti est une espèce d'araignées mygalomorphes de la famille des Pycnothelidae.

## Distribution
Cette espèce est endémique de l'État de Rio de Janeiro au Brésil,. Elle se rencontre vers Itatiaia.

## Description
La femelle syntype mesure 10,5 mm.

## Systématique et taxinomie
Cette espèce a été décrite sous le protonyme Hermachura luederwaldti par Mello-Leitão en 1923. Elle est placée dans le genre Stenoterommata par Montes de Oca, Indicatti, Opatova, Almeida, Pérez-Miles et Bond en 2022.

## Étymologie
Cette espèce est nommée en l'honneur d'Herman Luederwaldt.

## Publication originale
- Mello-Leitão, 1923 : « Theraphosideas do Brasil. » Revista do Museu Paulista, vol. 13, p. 1-438.